# Доно-Медведицкая гряда
До́но-Медве́дицкая гряда́ — гряда на северо-востоке Волгоградской области, часть Приволжской возвышенности, её западные отроги, на территории Жирновского района, возвышающаяся над левым берегом реки Медведицы. Гряда вытянута с севера-востока на юго-запад и сильно расчленена оврагами и балками. В меловой период мезозойской эры эту территорию покрывало глубоководное море. Наибольшая высота гряды 358 м.